# Caminhos e Fronteiras
Caminhos e Fronteiras é um livro do historiador brasileiro Sérgio Buarque de Holanda que relata a história da lenta ocupação territorial promovida pelos bandeirantes, processos e procedimentos da expansão. Sérgio Buarque de Holanda descreve técnicas e práticas cotidianas - de caça e coleta, de lavoura, de viagem, de vestimenta.

## Estilo literários
A sobreposição do conhecimento adquirido na natureza (índios) e das técnicas europeias (homem branco) marcaram a tônica do livro. Caminhos e fronteiras é a expressão máxima de um estudo que conjuga, concomitantemente, método de pesquisa, abordagem do problema histórico e análise das questões e temas relacionados à cultura material da sociedade brasileira.

## Recepção
Em 1957, recebeu o prêmio Edgard Cavalheiro do Instituto Nacional do Livro pela publicação.
O pesquisador e professor da Universidade La Sapienza, na Itália, Ettore Finazzi-Agrò, no texto intitulado A trama e o texto: história com figuras, considera Caminhos e fronteiras como obra-chave para a compreensão da formação cultural do Brasil.

## Capítulos
Escrito na forma de ensaio histórico, o livro foi dividido em três partes, e cada parte em demais capítulos:
I. Índios e Mamalucos
1. Veredas de pé posto
2. Samaritanas do sertão
3. A cera e o mel
4. Iguarias de bugre
5. Caça e pesca
6. Botica da natureza
7. Frechas, feras, febres
8. Do peão ao tropeiro
9. Frotas de comércio

II. Técnicas Rurais
1. Tradição e transição
2. Os trigais de São Paulo
3. Uma civilização do milho
4. Monjolo
5. Do chuço ao arado

III. O fio e a teia
1. Técnicas adventícias
2. O declínio da indústria caseira
3. Redes e redeiras